# 桐りんご
桐 りんご（きり りんご、1981年 - ）は、日本の小説家。

## 経歴・人物
沖縄県糸満市出身。横浜国立大学教育人間科学部を卒業する。大学卒業後、高校で国語教師として5年間勤務する。2013年、小説を執筆するようになる。同年、「キラキラハシル」で愛媛県松山市が主催する第13回坊っちゃん文学賞の大賞を受賞する（審査員：椎名誠、早坂暁、中沢新一、高橋源一郎）。審査員の早坂暁は、同作について「突出して良かった」「仲間の背中を、未来を見ることの大切さを教えているのが良かった」と評している。好きな作家として、村上春樹、瀬尾まいこ、益田ミリ、夏目漱石を挙げている。好きなアーティストとして、小野リサを挙げている。趣味は読書、旅行など。

## 作品リスト
- キラキラハシル